# Lancia Dedra
La Lancia Dedra è un'autovettura di classe media prodotta dalla casa automobilistica italiana Lancia, a partire dal 1989 fino al 1999, nello Stabilimento Lancia di Chivasso e Fiat Rivalta. Debuttò ufficialmente in Italia nell'aprile del 1989, destinata ad affiancare e poi a sostituire la Lancia Prisma che, dopo sei anni di carriera, faticava ormai a reggere la concorrenza delle vetture più moderne. Si poteva considerare come una versione a tre volumi e quattro porte della seconda generazione della Lancia Delta, uscita però molto più tardi, nel 1993, con un frontale leggermente diverso.

## Storia e contesto
La Lancia Dedra è stata sviluppata su un pianale unico, sul quale trovarono collocazione Fiat Tipo (1988), Fiat Tempra (1990) e Alfa Romeo 155 (1992). L'idea del Gruppo FIAT nata sul finire degli anni ottanta era quella di realizzare, a partire da un unico pianale (per motivi di economie di scala), quattro vetture di classe media dai caratteri e dai bacini d'utenza ben distinti, con caratterizzazioni specifiche: buon rapporto qualità/prezzo per la Tipo, praticità e versatilità per la Tempra (notevole la capacità del bagagliaio, sia in versione berlina che familiare) unita anch'essa ad un prezzo concorrenziale, sportività per l'Alfa 155 ed eleganza per la Dedra. Da menzionare anche la Lancia Delta di seconda serie, uscita, come premesso sopra, nel 1993, e sviluppata anch'essa sullo stesso pianale. Ad eccezione della Delta seconda serie, le vetture derivate da questo progetto riscossero tutte un buon successo commerciale, non senza però qualche difetto (in particolare problemi all'impianto elettrico, stando alle segnalazioni degli utenti all'epoca), che andò in parte ad intaccare l'immagine di auto solida, affidabile ed economica, cavallo di battaglia del Gruppo Fiat.
Il disegno, frutto dell'istituto I.De.A, le ha permesso di ottenere un coefficiente di resistenza aerodinamica eccellente, pari a soltanto 0.29. Il momento era piuttosto favorevole per la Lancia: l'ammiraglia Thema era stata ristilizzata solo da un anno e, nonostante fosse sul mercato da cinque anni, incontrava ancora un ottimo successo; la Delta prima serie, in produzione dal 1979, non finiva mai di sorprendere e grazie ai continui successi nelle competizioni rallystiche stava vivendo una seconda giovinezza; la piccola Y10 (venduta in Italia col marchio Autobianchi) era anch'essa stata oggetto di un restyling ed anche per lei le vendite andavano a gonfie vele.

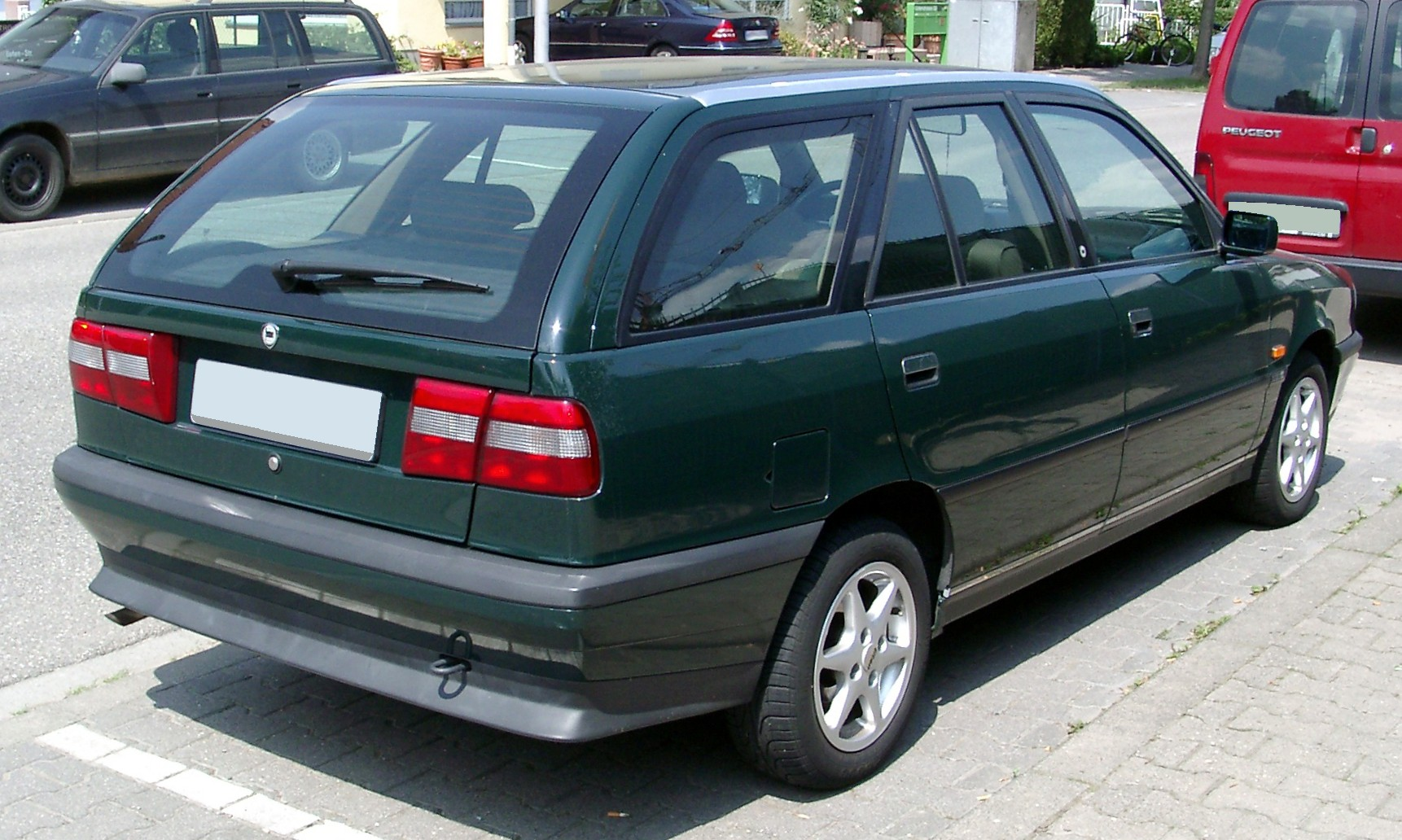
Vista posteriore della Dedra Station Wagon seconda serie

Il compito della Dedra era impegnativo: doveva infatti raccogliere l'eredità della Lancia Prisma, che aveva rilanciato il marchio Lancia nel settore delle berline medie a tre volumi, ampliandone se possibile il bacino d'utenza. Basata sul pianale della "cugina" Fiat Tipo e di dimensioni leggermente maggiori rispetto alla sua antenata (lunghezza 4,34 metri - larghezza 1,70 metri – altezza 1,43 metri – passo 2,54 metri), la Dedra si presentava e si poteva considerare come una sorta di vice ammiraglia, cioè una vettura in grado di soddisfare chi cercava una berlina elegante ma non voleva o non poteva acquistare una vettura del segmento superiore, come la Thema. La Dedra ha esordito sul mercato nella primavera del 1989, presentando un disegno molto classico e di poco differente da quello della Prisma, pur avendo una linea più al passo con i tempi. Il frontale esibiva la caratteristica calandra delle Lancia di allora e i gruppi ottici posteriori rettangolari orizzontali erano divisi per colore a seconda della funzione, secondo gli standard del tempo.
L'intento della Lancia era quello di realizzare un modello che richiamasse l'idea di prestigio, esclusività, personalità e comodità, realizzato con un livello elevato di equipaggiamento e con uso di materiali pregiati (per esempio l'Alcantara); così come l'attenzione ai particolari quali le vernici speciali ed i cerchi in lega e anche all'isolamento acustico e alla ventilazione (era tra l'altro disponibile come optional un climatizzatore completamente automatico e con controlli digitali).
Particolare attenzione era stata dedicata all'abitabilità e alla comodità di guida, con la presenza di sedili regolabili in altezza, servosterzo, volante a quattro razze e specchietti regolabili e ripiegabili elettricamente. Anche la sicurezza automobilistica è stata tenuta in particolare considerazione, con l'inserimento di una cellula passiva in grado di ridurre i danni agli occupanti del veicolo in caso di incidente stradale e di dispositivi attivi come l'ABS.
Le motorizzazioni disponibili al debutto erano quattro: tre a benzina a iniezione elettronica (con cilindrate di 1.6, 1.8 e 2.0 litri) e una a gasolio (turbo ds da 1.9 litri).
In realtà, oltre alle quattro motorizzazioni previste, fu omologata anche una seconda variante a gasolio, la 1.9 ds (65 CV), ovvero il già a listino 1929 cm³ ma in versione aspirata, sostanzialmente il medesimo che già equipaggiava la Prisma ds fino a pochi mesi prima: tuttavia, ritenuta già all'epoca sottopotenziata (65 CV venivano considerati insufficienti per un'auto di segmento D), non fu mai inserita a listino, anche per non sovrapporsi alla gamma motoristica della sorella "più popolare" Fiat Tempra.
Fra il 1991 ed il 1992 vennero introdotte le prime modifiche: la gamma della Dedra fu ampliata, con vari livelli di allestimento presenti anche su altre vetture Lancia (LE, LS, LX), vennero modificati i copricerchi e inserita sulla calandra una targhetta indicante la motorizzazione e l'allestimento.
Vennero introdotte anche la Dedra integrale (a quattro ruote motrici), la 2000 turbo e una versione 2.0 con il cambio automatico.
Un rinnovamento più pesante venne effettuato nel 1993, con l'introduzione di finestrini realizzati con vetri Solarcontrol in grado di filtrare le radiazioni luminose e diminuire il calore all'interno dell'abitacolo, una gamma di 10 colori diversi, modifiche all'imbottitura dei sedili anteriori e piccoli accorgimenti per migliorare sicurezza e abitabilità.. L'auto ottenne da subito apprezzamenti sul mercato, in particolare nei primi anni dal suo lancio, sia sul mercato italiano (costantemente nella top10) sia su quello estero, dove ottenne numeri importanti in rapporto alla diffusione del marchio. In particolare in Francia tra il 1990 e il 1993 era costantemente tra le prime 50 auto di maggiore successo, con circa 20.000 esemplari venduti in 4 anni; numeri simili vennero ottenuti anche sul mercato della Germania, storicamente difficile per i produttori italiani.
Nel 1994 l'auto venne ristilizzata anche nell'esterno, modificando i gruppi ottici posteriori, dalla forma invariata ma ora di colore rosso con centralmente una fascia bianca dove erano collocati gli indicatori di direzione e i fari di retromarcia, e la calandra, ora con i listelli cromati. Venne modificato anche il terminale dell'impianto di scarico, in modo da non renderlo più visibile guardando la parte posteriore della vettura. In conseguenza di ciò venne modificato anche il paraurti posteriore eliminando il passaggio del tubo di scarico posteriore. Anche gli interni ricevettero alcune modifiche, tra cui un nuovo disegno del volante. L'innovazione più importante fu l'introduzione della versione station wagon, progettata dalla carrozzeria francese Heuliez, mai esistita nella gamma della precedente Prisma, che riscosse un buon successo grazie alla sua favorevole capacità di carico. Le motorizzazioni, i livelli di allestimento e gli interni erano gli stessi della versione berlina.
L'ultimo aggiornamento fu effettuato nel 1998 ed è riconoscibile da fari anteriori più sottili e color fumè, paraurti totalmente in tinta con la carrozzeria, maniglie nere derivate dalla Delta, avantreno di origine Fiat Marea con carreggiata allargata di 40 mm, nuovi cerchi in lega e fari posteriori totalmente rossi, con centralmente una parte appena brunita in cui erano collocati frecce e luci di retromarcia. Vennero inoltre modificati i pannelli porta e i rivestimenti, mentre negli interni venne inserito lo stesso cruscotto della Delta.
Tutti i motori a benzina ricevettero le 16 valvole.
A fine anni novanta la carriera volgeva ormai al termine, e nel settembre del 1999, dopo anni di rinvii e ripensamenti, entrò in produzione la Lancia Lybra, sua erede, e la Dedra scomparve definitivamente dai listini all'alba del nuovo millennio, nel gennaio 2000, a due anni dal suo ultimo aggiornamento e dopo circa 11 anni dalla prima presentazione. In totale ne sono stati prodotti 418.084 esemplari.

## Versioni
La vettura è stata oggetto di varie rivisitazioni nella meccanica. La prima, nel corso del 1992, per adeguare i motori d'esordio al dispositivo catalitico (con conseguente ridimensionamento delle prestazioni) e l'introduzione delle versioni HF di cui la 180cv a trazione integrale, e la seconda, fra gli anni 1994 e 1998, che hanno visto l'introduzione dei bialbero 16v.

### Aggiornamento gamma 1992
- Dedra 1.6 i.e. - 88 CV
- Dedra 1.6 i.e. cat - 76 CV
- Dedra 1.8 i.e. cat - 107 CV
- Dedra 2.0 i.e. cat - 115 CV

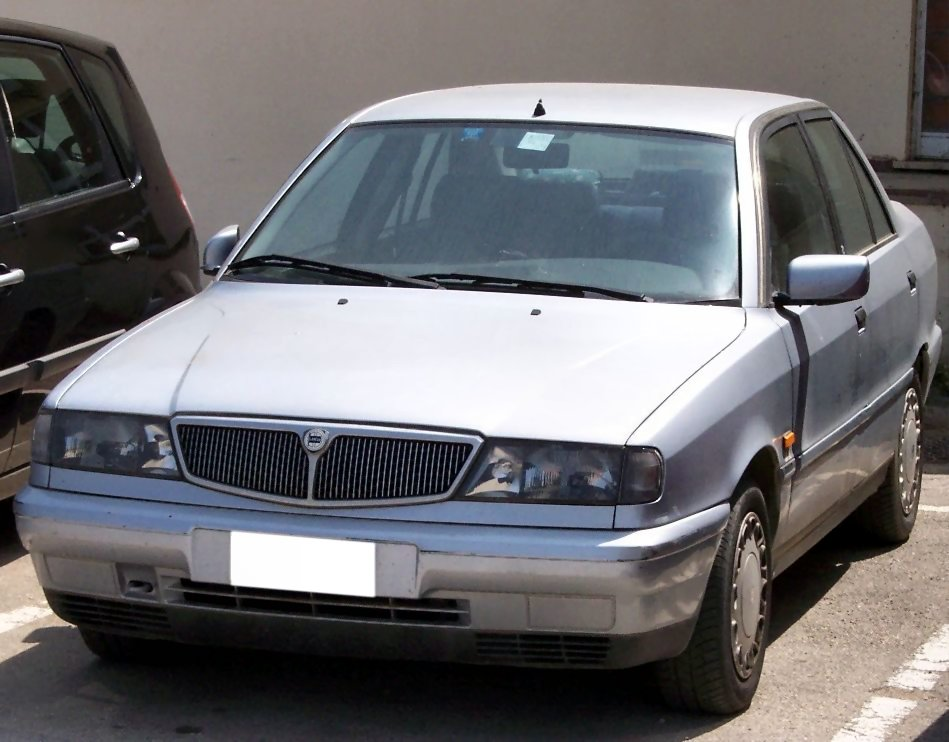
Frontale di una Dedra MY 1998 (terza serie)

- Dedra 2.0 i.e. Automatic - 115 CV (cambio 4 rapporti con convertitore di coppia)[8]
- Dedra HF turbo i.e. - 165 CV
- Dedra HF integrale - 180 CV
- Dedra 1.9 turbo ds cat - 90 CV

Il modello HF integrale era equipaggiata di differenziale autobloccante inseribile a richiesta del guidatore per migliorare il controllo su fondi stradali in condizioni pericolose. Questa vettura, grazie ad un motore da 180 CV, raggiungeva i 215 km/h di velocità massima, con consumi nel ciclo urbano pari a 13 litri per 100 km e di 11 litri per 100 km nel ciclo misto. La HF integrale, così come la 2000 turbo, aveva come optional un alettone posteriore che aiutava l'auto ad avere più deportanza alle velocità autostradali. Il prezzo di questo modello si aggirava intorno ai 50 milioni di lire.
La HF turbo i.e. a trazione anteriore era più leggera della sorella HF integrale, ma non avendo il controllo di trazione, era molto nervosa nelle brusche accelerazioni da fermo (specialmente sul bagnato), pur avendo il differenziale a giunto viscoso "Viscodrive". Sia la versione HF integrale che la HF turbo i.e. erano omologate per montare solamente una misura di gomme, e cioè la 195/50 R 15.

### Aggiornamento gamma 1994 (in concomitanza col restyling)
- Dedra 1.6 8v MPI - 90 CV
- Dedra 1.8 8v MPI - 108 CV
- Dedra 2.0 16v - 139 CV
- Dedra 2.0 16v Integrale - 139 CV

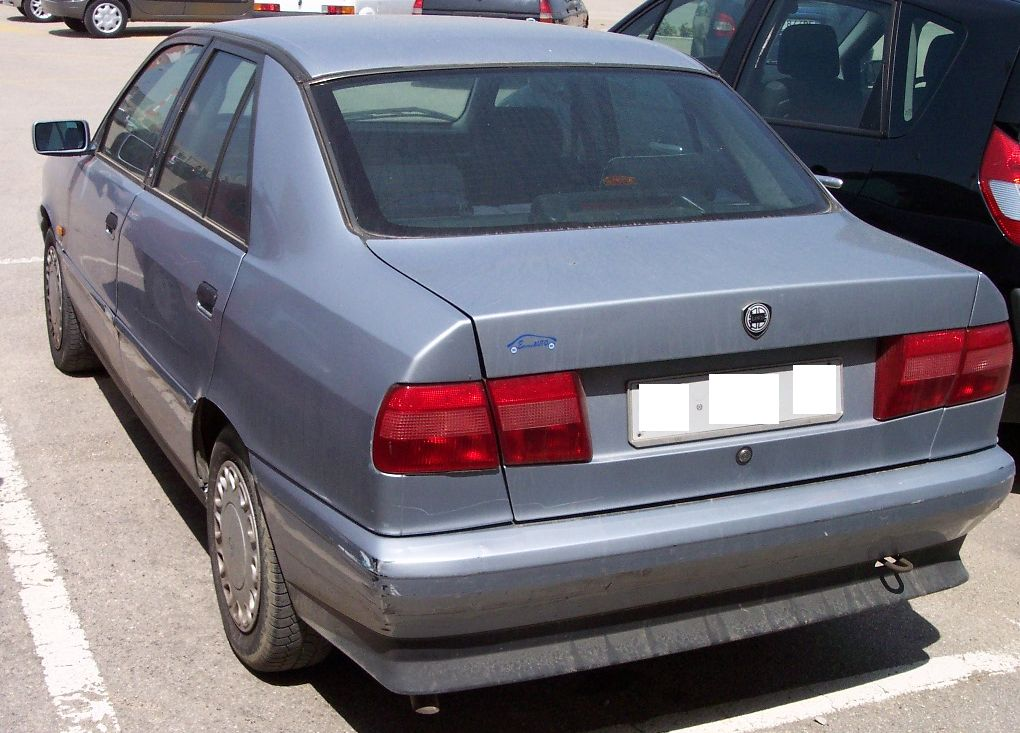
Vista posteriore di una Dedra terza serie con fari posteriori interamente rossi

Escono dal listino, dopo soli 3 anni, le versioni più sportive HF, sostituite dal 16v aspirato.

### Aggiornamenti 1996-1998
- Dedra 1.8 16v 113 CV (1996). Questo motore è stato montato anche sulla Fiat Bravo.
- Dedra 1.8 16v VVT 131 CV (1996). Sostituisce il 2.0 16v da 139cv.
- Dedra 1.6 16v 103 CV (1998). Questo motore è stato montato anche sulla Fiat Bravo.

## Motorizzazioni
| Versione                            | Potenza CV          | Coppia motrice N·m | Cilindrata cm³ | Cilindri   | Peso kg | Vel.max. km/h | Produzione |
| 1.6 i.e.                            | (SPI) 88            | 128                | 1581           | 4 cilindri | 1060    | 180           | 1989–1994  |
| 1.6 i.e. (cat)                      | (SPI) 75            | 125                | 1581           | 4 cilindri | 1100    | 167           | 1992–1994  |
| 1.6 i.e.                            | (MPI) 90            | 128                | 1581           | 4 cilindri | 1100    | 180           | 1994–1998  |
| 1.6 16v                             | (MPI) 103           | 145                | 1581           | 4 cilindri | 1175    | 186           | 1998–1999  |
| 1.8 i.e. bialbero                   | (MPI) 109 (105 cat) | 142                | 1756           | 4 cilindri | 1200    | 187           | 1989–1994  |
| 1.8 16v                             | (MPI) 113           | 157                | 1747           | 4 cilindri | 1235    | 195           | 1996–1997  |
| 1.8 16v V.V.T. (fasatura variabile) | (MPI) 131           | 167                | 1747           | 4 cilindri | 1255    | 203           | 1996–1999  |
| 2.0 i.e. bialbero                   | (MPI) 117 (113 cat) | 162                | 1995           | 4 cilindri | 1180    | 195           | 1989–1994  |
| 2.0 Automatic                       | (MPI) 115           | 162                | 1995           | 4 cilindri | 1210    | 190           | 1992–1997  |
| 2.0 16v                             | (MPI) 139           | 185                | 1995           | 4 cilindri | 1260    | 210           | 1994–1996  |
| 2.0 16v integrale                   | (MPI) 139           | 185                | 1995           | 4 cilindri | 1395    | 195           | 1994–1997  |
| 2.0 HF turbo i.e.                   | (MPI) 165           | 285                | 1995           | 4 cilindri | 1245    | 215           | 1991–1994  |
| 2.0 HF Integrale                    | (MPI) 180 (172 cat) | 275                | 1995           | 4 cilindri | 1345    | 215           | 1991–1994  |
| 1.9 turbo ds                        | 90                  | 186                | 1929           | 4 cilindri | 1200    | 184           | 1989–1993  |
| 1.9 turbo ds cat                    | 92                  | 194                | 1929           | 4 cilindri | 1240    | 187           | 1993–1999  |

- SPI = iniezione single point, ad esempio Bosch Monomotronic o Siemens.
- MPI = iniezione multi point.
- Peso = si riferisce al peso dichiarato dal Costruttore. Può differire dal peso effettivo.
- cat. = versione catalitica, obbligatorie a partire dal 1º gennaio 1993.